# Wolfgang Römer
Wolfgang Römer (Rathenow, Havelland, 22 oktober 1916 - (?) 1 juli 1943), was een Oberleutnant-zur-See in de Kriegsmarine tijdens de Tweede Wereldoorlog.

## Geschiedenis
Wolfgang Römer werd geboren in Rathenow, in de Duitse deelstaat Brandenburg op 22 oktober 1916. In 1936 ging hij bij de Kriegsmarine om er een opleiding te volgen als marineofficier. Vanwege de Olympische Zomerspelen 1936 tooide deze lichting zich met het Olympisch embleem.
Van 22 april 1941 tot 19 januari 1942 diende hij als wachtofficier op de U 56. Na zijn stage als officier-in-opleiding verkreeg hij het commando over de U 353 op 31 maart 1942. Hij beklaagde zich er over dat 80% van zijn bemanning bestond uit nieuwelingen die nog in hun tienerjaren waren.

## Operationale inzet
Römer werd krijgsgevangen gemaakt toen op 16 oktober 1942 bij de aanval op konvooi SC-104. Römer zou op 1 juli 1943 vermoedelijk tijdens zijn krijgsgevangenschap overleden zijn op 27-jarige leeftijd. Römer werd postuum tot Kapitänleutnant bevorderd. 

## Militaire loopbaan
- Offiziersanwärter: 3 april 1936[1]
- Seekadett: 10 september 1936[3][1]
- Fähnrich zur See: 1 mei 1937[3]
- Oberfähnrich zur See: 1 juli 1938[3]
- Oberleutnant-zur-See: 1942[3]
- Kapitänleutnant: 1 juli 1943 (Postuum)[3][1]

## U-bootcommando
- U 56 -  22 april 1941  - 19 januari 1942 - Geen oorlogspatrouilles
- U 353 -  31 maart 1942  - 16 oktober 1942 - Tot zinken gebracht - 1 patrouille (25 dagen)